# Ульяновськ-Східний (аеропорт)
Аеропорт Ульяновськ-Східний (рос. Ульяновск-Восточный) — аеропорт спільного базування, на його території знаходиться міжнародний аеропорт м. Ульяновська та авіабаза військово-транспортної авіації Росії, на якій базується 235-й авіаполк 18-ї військово-транспортної авіадивізії.

## Історія
Аеродром побудований в 1983 як експериментальний аеродром — випробувальна база для Ульяновського авіаційного заводу. Злітно-посадкова смуга аеродрому Ульяновськ-Східний — одна з найдовших у світі, її довжина становить 5100 метрів.
В 1991-му отримано дозвіл на право виконання міжнародних польотів російських і зарубіжних повітряних суден через аеродромний комплекс Ульяновськ-Східний. З січня 1992-го розпочато формування державних контрольних служб з метою організації міжнародних польотів. З 1994 аеродром віднесено до переліку аеродромів спільного базування, зареєстрований у реєстрі аеродромів цивільної авіації Росії і відкритий для польотів всіх типів російських повітряних суден, а також зарубіжних типу Боїнг-737, 747, Аеробус А-310 всіх модифікацій. У 1999-му аеропорт Ульяновськ-Східний сертифікований як міжнародний.
До 1990-х основним аеропортом Ульяновська був аеропорт «Баратаєвка», але згодом він втратив своє значення. Наразі «Баратаєвка» використовується для базування малої авіації, а також як навчальний аеродром Ульяновського льотного училища цивільної авіації.
З грудня 2017 року в аеропорту «Ульяновськ-Східний» базується 235-й полк ВТА.